# Nos pires voisins 2
Ne doit pas être confondu avec Nos chers voisins ou Mes chers voisins.
Série
Nos pires voisins
(2014)
Pour plus de détails, voir Fiche technique et Distribution.
Nos pires voisins 2 ou Les Voisins 2 : La Hausse de la sororité au Québec (Neighbors 2: Sorority Rising) est un film américain réalisé par Nicholas Stoller, sorti en 2016.
Il s'agit de la suite de Nos pires voisins, réalisé par Nicholas Stoller et sorti en 2014.

## Synopsis
Mac et Kelly Radner, pour l’arrivée de leur deuxième enfant, sont enfin prêts à franchir l’étape ultime vers la vie adulte et déménager en banlieue. Mais alors qu’ils mettent tout en œuvre pour vendre leur maison, Kapa Nu, une sororité d’étudiantes décomplexées succède à l’ancienne fraternité de Teddy, les surpassant largement en termes de débauche et tapage nocturne. Shelby et ses comparses, Beth et Nora, lassées du sexisme et de la rigidité du système universitaire, ont décidé de faire de leur QG l’antre de la contestation et de la liberté néo féministe. Et le fait que ce soit au cœur d’un quartier calme et résidentiel ne les en empêchera pas.
Mac et Kelly, avec l’aide de leurs amis Jimmy et Paula, vont transformer leur ancien ennemi juré Teddy, avec son charme et ses coups fourrés, en arme secrète. Sa mission : infiltrer la sororité, la conquérir pour mieux la diviser, la détruire, pour la forcer à déménager. Mais c’est mal connaître les ressources aussi créatives qu’implacables de cette bande déchainée d’amazones du XXIe siècle.

## Fiche technique
- Titre original : Neighbors 2: Sorority Rising
- Titre français : Nos pires voisins 2
- Titre québécois : Les Voisins 2 : La Hausse de la sororité
- Réalisation : Nicholas Stoller
- Scénario : Seth Rogen, Brendan O'Brien (en), Evan Goldberg, Nicholas Stoller et Jay Cohen
- Direction artistique : Cate Bangs
- Décors : Theresa Guleserian
- Costumes : Leesa Evans et Emily Gunshor
- Photographie : Brandon Trost
- Musique : Michael Andrews
- Montage : Zene Baker (en), Peck Prior et Michael A. Webber
- Budget : 35 000 000 $
- Production : Evan Goldberg, James Weaver, Seth Rogen
- Société de production : Point Grey Pictures[1] et Good Universe[2]
- Société de distribution : Universal Pictures International France[3]
- Pays d'origine : États-Unis
- Langue originale : anglais
- Durée : 92 minutes
- Dates de sortie :
  -  États-Unis : 20 mai 2016
  -  France : 6 juillet 2016

## Distribution
- Seth Rogen (VF : Xavier Fagnon ; VQ : Tristan Harvey) : Mac Radner
- Rose Byrne (VF : Pascale Chemin ; VQ : Laurence Dauphinais) : Kelly Radner

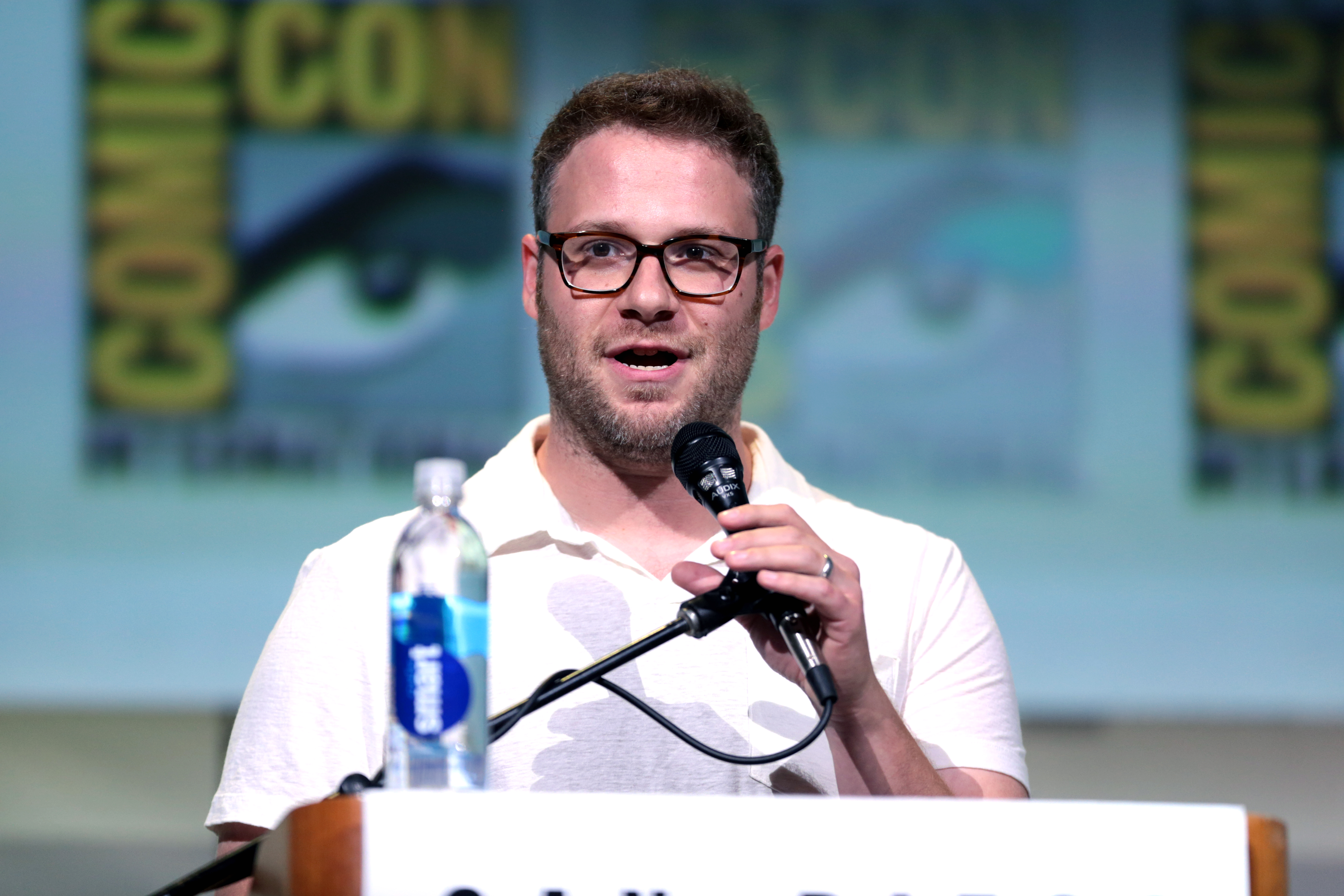
L'acteur principal Seth Rogen, l'année de sortie du film.

- Zac Efron (VF : Yoann Sover ; VQ : Nicolas Charbonneaux-Collombet) : Teddy Sanders
- Chloë Grace Moretz (VF : Lisa Caruso ; VQ : Ludivine Reding) : Shelby
- Dave Franco (VF : Jimmy Redler ; VQ : Nicholas Savard L'Herbier) : Pete
- Kiersey Clemons (VF : Zina Khakhoulia ; VQ : Jessica Léveillée-Lemay) : Beth
- Carla Gallo (VF : Barbara Tissier ; VQ : Émilie Dionne) : Paula
- Ike Barinholtz (VF : Serge Faliu ; VQ : Alexandre Fortin) : Jimmy
- Lisa Kudrow (VF : Michèle Lituac ; VQ : Nathalie Coupal) : Dean Carol Gladstone
- Beanie Feldstein (VF : Olivia Luccioni ; VQ : Aurélie Morgane) : Nora
- Abbi Jacobson (VF : Christèle Billault) : Jessica Baiers
- Billy Eichner (VF : Jérémy Prévost) : Oliver Studebaker
- Selena Gomez (VF : Karine Foviau ; VQ : Marion Van Bogaert Nolasco) : Madison, présidente de Phi Lambda
- Jerrod Carmichael (VF : Namakan Koné ; VQ : Martin Desgagné) : Garf
- Christopher Mintz-Plasse (VF : Maxime Beaudoin ; VQ : Sébastien Reding) : Scoonie
- Liz Cackowski (en) (VF : Alexia Lunel) : Wendy, la couturière
- Clara Mamet (VF : Coralie Coscas ; VQ : Marie-Josée Samson) : Maranda
- Hannibal Buress (VF : Sidney Kotto ; VQ : Patrick Chouinard) : officier Watkins
- Elise et Zoey Vargas (VF : Anouk Petitgirard) : Stella
- Awkwafina (VF : Déborah Krey ; VQ : Geneviève Déry) : Christine
- Stéphanie Leroy (VF : Charlotte Corréa) : Estelle Sanders
- John Early (en) (VF : Gauthier Battoue ; VQ : Alexandre L'Heureux) : Darren
- Kelsey Grammer (VF : Jean-François Aupied) : Le père de Shelby
- Sam Richardson (VF : Jean-Baptiste Anoumon) : Eric Baiers
- Brian Huskey (en) (VF : Jean-François Vlerick) : Bill Wasakowsksi

 Sources et légende : Version française (VF) sur RS Doublage et AlloDoublage et selon le carton du doublage français cinématographique.

## Accueil

### Box-office
| Pays ou région    | Box-office      | Date d'arrêt du box-office | Nombre de semaines |
| ----------------- | --------------- | -------------------------- | ------------------ |
| États-Unis Canada | 55 455 765 $    | 14 juillet 2016            | 12                 |
| France            | 496 074 entrées | 16 août 2016               | 6                  |
| Mondial           | 108 007 109 $   |                            |                    |

## Distinctions
| Année | Prix                                               | Catégorie                           | Nomination          | Résultat   |
| ----- | -------------------------------------------------- | ----------------------------------- | ------------------- | ---------- |
| 2016  | 13e cérémonie des Women Film Critics Circle Awards | Pire image de la femme dans un film | Nos pires voisins 2 | Lauréat    |
| 2017  | 43e cérémonie des People's Choice Awards           | Film comédie préféré                | Nos pires voisins 2 | Nomination |